# Sušice u Uherského Hradiště

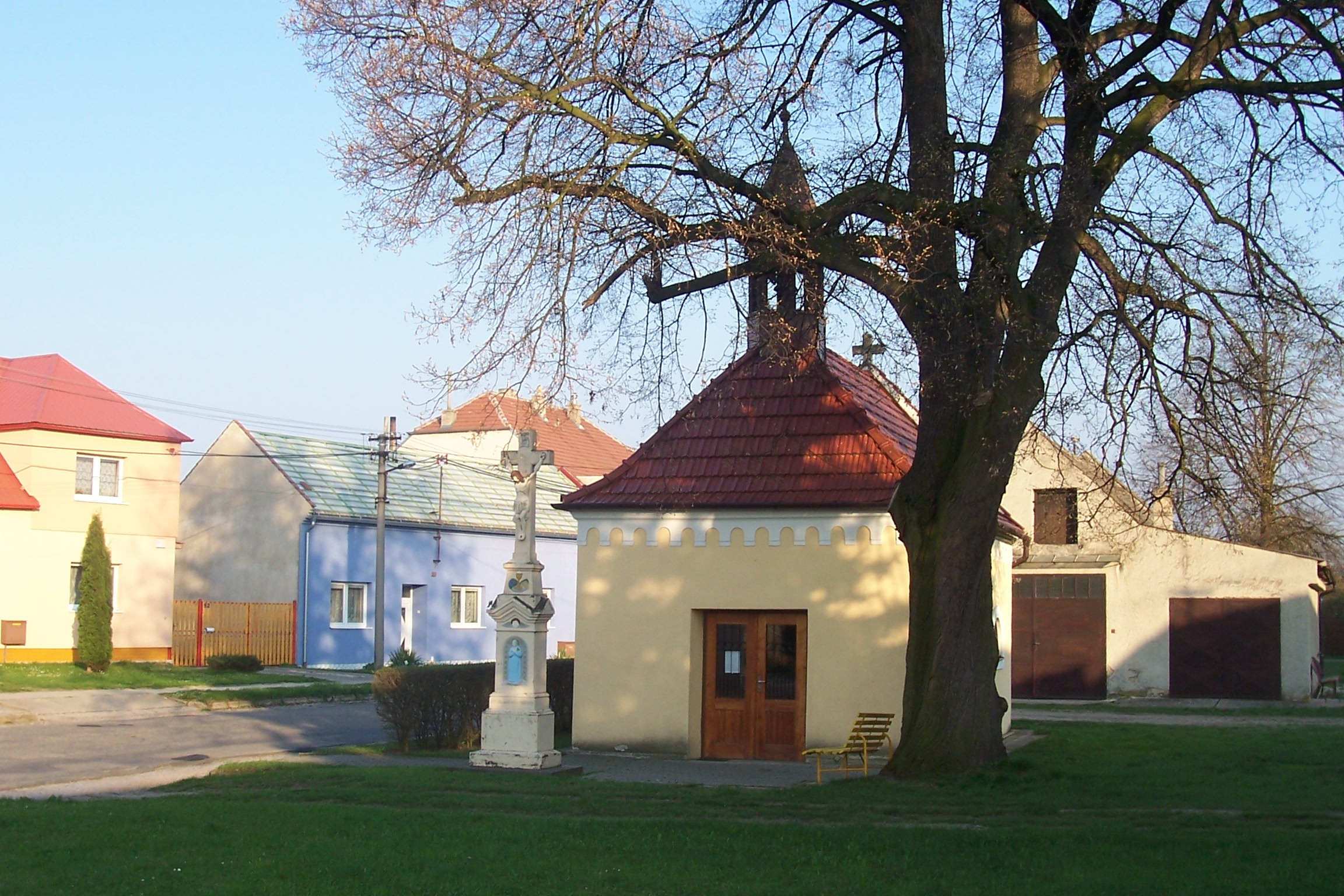
Kapelle und Kreuz auf dem Dorfanger

Sušice (deutsch Suschitz) ist eine Gemeinde in Tschechien. Sie liegt fünf Kilometer nördlich von Staré Město und gehört zum Okres Uherské Hradiště.

## Geographie
Sušice befindet sich rechtsseitig des Baches Jankovický potok am östlichen Fuße des Marsgebirges. Gegen Osten befindet sich das breite Tal der March.
Nachbarorte sind Kudlovice im Norden, Spytihněv im Nordosten, Babice und Cerony im Osten, Huštěnovice im Südosten, Staré Město im Süden, Jalubí im Südwesten sowie Traplice im Nordwesten.

## Geschichte
Ein archäologischer Fund auf der Flur Kocovy belegt eine Besiedlung des Gemeindegebietes während des Mittelpaläolithikums um 80.000 v. Chr.
Sušice wurde wahrscheinlich zwischen 1252 und 1321 zusammen mit Kudlovice gegründet. Die erste urkundliche Erwähnung von Suzichcz erfolgte im Jahre 1344, als Robert von Sušices Witwe Jitka zusammen mit ihren Söhnen Dluhomil und Jaroslav dem Kloster Velehrad eine Hube Land in Suzichcz überließ. Jitka verstarb im selben Jahre und wurde im Kloster bestattet. Sitz der Herren von Sušice war die Feste Sušice, die am Platz Hradiště gestanden war. Zu den Besitzungen gehörte ein Herrenhof sowie ein Teil des Dorfes Kudlovice. Im Jahre 1375 wurde Dětřich von Sušice als Besitzer genannt. 1464 wurde der Hof und die Maut in Sussicz als Zubehör des Gutes Buchlov aufgeführt. Zwei Jahre später ging Sussicz als Pfandbesitz an Jan Mléčko von Zástřizl über. Im Jahre 1603 wurde erstmals die herrschaftliche Mühle in Sussicz erwähnt, sie wurde 1848 stillgelegt. 1613 erwarb der steirische Edelmann Johann Jacob von Rottal Sussicz. Im Jahr darauf überließ er den Hof an Jiří Kužel von Žeravice. Im Jahre 1671 wurde der Ort als Sussicze bezeichnet. Bis zur Mitte des 19. Jahrhunderts blieb Sušice ein selbständiges Gut. Nach der Aufhebung der Patrimonialherrschaften bildete Sušice / Suschitz ab 1850 eine  Gemeinde in der Bezirkshauptmannschaft Hradisch.
Seit 2005 führt Sušice ein Wappen und Banner.

## Gemeindegliederung
Für die Gemeinde Sušice sind keine Ortsteile ausgewiesen.

## Sehenswürdigkeiten
- Kapelle der Jungfrau Maria, errichtet 1869 auf dem Dorfanger
- Kreuz neben der Kapelle
- Schwedenkreuz auf dem Vinohrádek, es wurde an der Stelle errichtet an der Schweden 1643 auf ihren Zug von Kroměříž nach Uherské Hradiště einen gefallenen General begruben und trägt die Inschrift EN SIGNUN GROCIS CHRISTI IN NOVO SPES PERENNIS VITAE FUNDATA ORMNE PAX ODSTUPTO.